# Nuclear Data Sheets
Nuclear Data Sheets is een internationaal, aan collegiale toetsing onderworpen wetenschappelijk tijdschrift op het gebied van de kernfysica. Het verschijnt maandelijks.
Het eerste nummer verscheen in 1971.